# W Sculptoris
W Sculptoris är en misstänkt variabel i stjärnbilden i Bildhuggaren. Den har fotografisk magnitud 12,7.